# Mercantil Banco
Mercantil Banco es una institución financiera fundada en 1925 en Venezuela y es subsidiaria de Mercantil Servicios Financieros, sin embargo, es una empresa autónoma.

## Historia

### SigloXX
El 23 de marzo de 1925 un grupo de 98 empresarios venezolanos, en "La Gran Casa de Camejo" en Caracas, fundaron el banco, con el nombre de "Banco Neerlando Venezolano", en una economía determinada por la actividad agrícola como principal componente del ingreso nacional (café, cacao y algodón), con un capital inicial de 3 millones 200 mil bolívares y 16 empleados. Un año después, cambió su nombre e inició sus operaciones el 3 de abril de 1925 bajo el nombre de Banco Mercantil y Agrícola.
En 1927, el Banco Mercantil y Agrícola era uno de los cuatro bancos venezolanos autorizados a emitir su propio papel moneda, con una emisión autorizada de 12 millones de bolívares. En un contexto donde la industria petrolera era incipiente y la actividad agrícola predominaba, el banco fue uno de los primeros en emplear la regulación de operaciones y el otorgamiento de créditos agropecuarios, aceptando productos agrícolas como garantía. Con el aumento de sus actividades financieras, el banco decidió cambiar su sede principal de la Esquina de Camejo, donde había permanecido durante 25 años, y adquirió un terreno en la Esquina de San Francisco para construir una nueva sede principal. El 25 de abril de 1951, inauguró sus nuevas oficinas principales en el centro de Caracas.

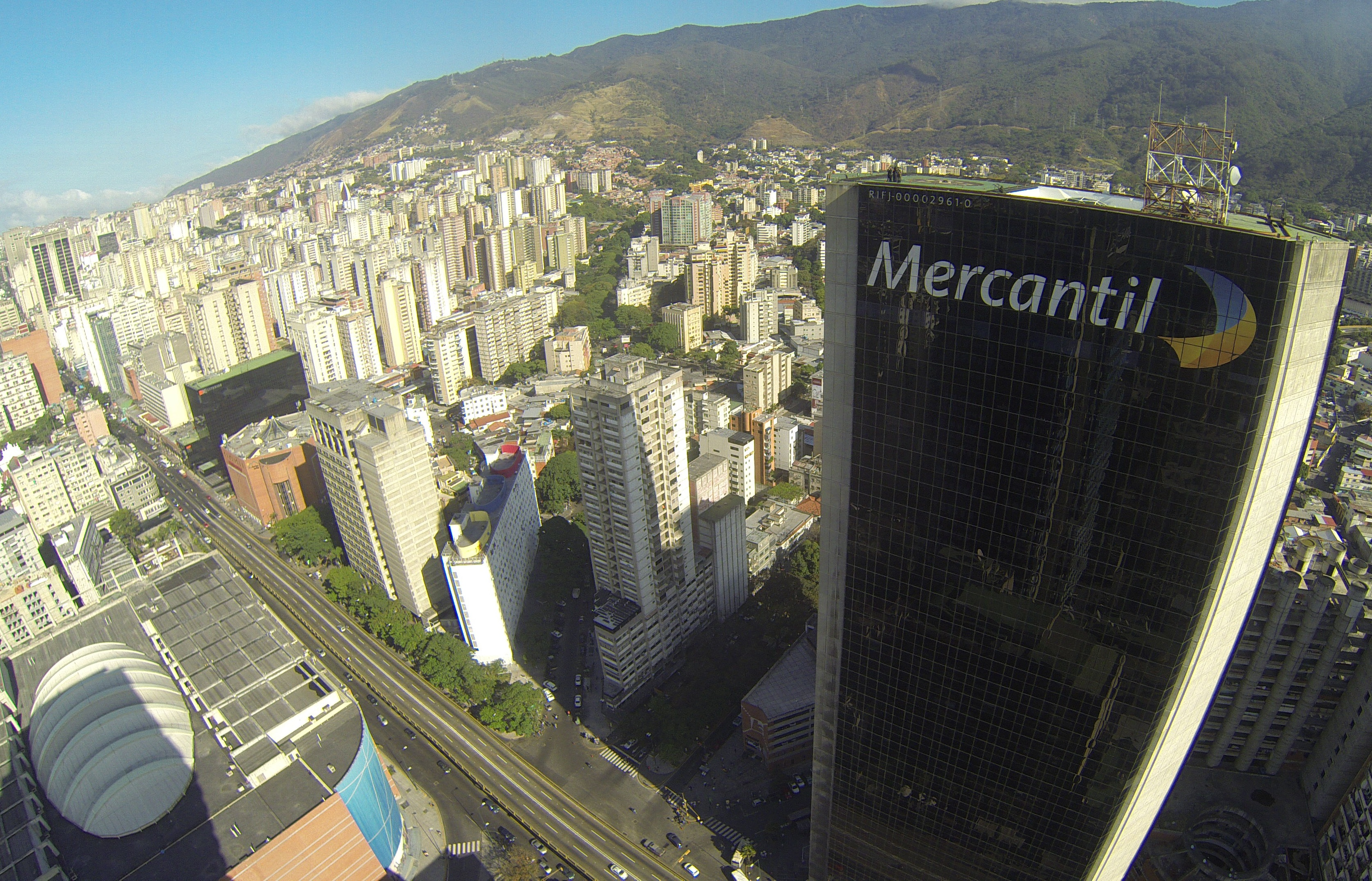
Sede del Banco Mercantil en Caracas.

En 1968, se convirtió en representante oficial de Diners Club en Venezuela. Desde la década de 1970, el banco logró la apertura de filiales en Brasil, Canadá, Colombia, Curazao, Alemania, México, Panamá, Perú, Suiza, Reino Unido y Estados Unidos.
En 1982, se construyó el rascacielos Torre Mercantil como nueva sede del banco en Caracas. Al año siguiente pasa a llamarse simplemente «Banco Mercantil». En 1994, no se vio realmente afectado por la crisis económica de Venezuela.

### SigloXXI
En 2000, Mercantil compró una gran cantidad de instituciones financieras y de seguros como Interbank, Venezolana Entidad de Ahorro y Préstamo, Banco Monagas, Seguros Orinoco, entre otras. A fines de 2007, Mercantil controlaba el 12,29% de la participación del mercado bancario en Venezuela, solo por detrás de Banesco.
Con ingresos por 143,7 millones de dólares, se ubicó en el segundo puesto del ranking Top 100 Companies en 2022 de la revista Business Venezuela, por encima de Banesco y del BBVA Provincial y solo superado por Farmatodo.